# Црква Светих апостола Петра и Павла у Полачи
Црква Светих апостола Петра и Павла у Полачи је подигнута 1458. године. Ова садашња грађевина новијег је датума. Једнобродна са полукружном апсидом и звоником на прочељу. Иконостас је новији.
Када је ријеч о самом почетку изградње цркве Светих апостола Петра и Павла у Полачи, Епископ далматински Др Никодим Милаш у свом капиталном дјелу "Православна Далмација" наводи: 
Љетопис нам спомиње да je 1450. г. прешао неки јачи број Срба из Босне у данашње Котаре и да су тада населили данашње село Кула Атлагића a уједно биљежи, да је исте године ту подигнута била православна црква у част св. Николе, и то благословом зетскога митрополита Јосифа. Благословом истога митрополита биле су саграђене још три цркве: у Пађенама у част Св. Ђорђа (1456. г.), у Полачи у част Св. апостола Петра и Павла (1458. г.) и у Голубићу у част Св. Стевана (1462. г.). Око 1468. године подигнута је била и у Книнском пољу црква у част св. Ђорђа. стр. 139
Новосаграђена црква 1936. и 1937. године има пристојну величину; дуга је до 16, а широка 10 m. Олтар је на истоку, главни улаз и звоник на западу, а то је основно правило за православне цркве. Друга врата су на јужној страни. Црква има диван иконостас. Спонзор и задужбинар за иконостас био је шнајдер Јова Миливојевић „Перић”, потомак хајдука Ниће.
Црква је озидана каменом и покривена црепом. Најистакнутији део цркве, олтар, приликом реконструкције 1936. године није срушен. Тај мали, на исток истурени део цркве, и сада је покривен каменом плочом. Унутар црквеног простора на западној страни се налази балкон. Преко балкона се излази на звоник. Није се пазило код копања дубине темеља нове цркве. На два места темељи су вероватно прешли преко гроба покојника, па су мало потонули, а зидови цркве су напукли са северне стране.
Године 1995. Хрвати нису запалили цркву, за разлику од школе и појединих кућа. Црква сада има највише двадесет верника.

## Црквено имање
Црква има у свом поседу непокретну имовину, земљиште винограда, оранице и нешто шуме са ливадом. Црквени виногради се налазе у троуглу између пута за Орлић, Бискупију и пута за Книн. Црквене њиве са нешто шуме на ободу, налазе се према Турићу испод накршка, тј. Пакова брда.

## Света литургија
Свете литургије у Полачи и Турићу су редово одржаване. Литургије су одржаване сваке недеље и сваког великог свеца, уписане у календар црвеним словом. Посећеност богослужењу била је увек велика и свечана, свих становника оба пола и свих узраста. На свете литургије верници су одлазили са пуно пажње и вере у Бога и православну цркву. После литургије свештеник је читао посланице и поруке. На тражење верника свештеник је клео непознату особу, која је извршила крађу или другу штету вернику, који захтева клетву са светог олтара. Овај чин је имао јак утицај на вернике. Након клетве, непознати верник је непримећено враћао украдену ствар. Чин клетве обављен је последњи пут 1937. године, када је свештеник клео на захтев Илије Чеке непознату особу, која је од тора украла ћускију, која је ноћу враћена, али тек после клетве.

## Гробље
Полачко гробље се налази у црквеној порти цркве св. Петра и Павла. По чистом српском православном обичају, мртви су сахрањени тако, да је глава окренута на запад, а ноге на исток. Предање каже да очи и поглед мртвог морају бити окренуте ка изласку сунца. Полачко гробље је заједничко као и црква. Гробови за сахрану се ископају 2 м дубине. Дно се попатоше каменим таблама. Све четири странице се обзиђу каменим таблама, висине око 75 cm. У тако уређен гроб поставља се покојник. Након тога се стављају камене табле, које се наслањају на бочне табле, тако да не додирују покојника. Преко камених табли, плоча, се нагрне земља. Надгробни споменици су пажљиво уређени. Код следећих сахрана у исти гроб, поступак је исти. Кости претходника се, након отварања гроба, вином и ракијом оперу и увију у велику чисту белу мараму, и пошто се у гроб положи новопридошли покојник, кости претходног се ставе бочно код ногу новог покојника. Поступак је стално исти. На полачком гробљу сахрањени су изгинули и потучени Срби у босанско – херцеговачком устанку 1875. године. Ови лешеви су сахрањени на јужној страни до Пакова брда поред гробљанског зида. При погубљењу, Турци су им у теме закуцавали чавле, што би се и сада могло пронаћи у лобањама.

## Пренос покојника до гробног места
За пренос покојника правила су се носила. Усеку се две дрвене мотке потребне дужине, затим четири кратке, дужине 90 cm. Ове кратке мотке на једном крају имају ракље у виду латинског слова В. Кратке мотке се чврсто вежу две и две. Слова В се окрећу на супротну страну. Друге две дугачке мотке, увек дуже од три метра, ставе се паралелно у ракље кратких, које се зову распорњи. Затим се у саставу ракље чврсто вежу и стежу, да се дугачке мотке не могу ни размакнути, ни стиснути, тј. приближити. После тога, дугим ужетом мотке се исплету, међусобно, унакрсно, и густо. Преко тако исплетене мреже стави се биљац или ткано сукно и носила су готова. На таква носила полаже се покојник и носи на гробље. Ношење су увек обављали први потомци, а иза њих стричевићи, ујаци и комшије. Из целе Полаче и Турића (сем Подинарја) пренос је релативно лак и релативно близу. Пренос покојника из Подинарја и са Вршине (Пљешевица) био је далек и тежак. На Пљешевици код црногорских колиба и на Сјенокосу код Бадња где су „Костића и Корића“, тј. Вучковића колибе, било је најтеже. Од тих колиба до гробља је далеко око 8 км. Покојника је носило четири, шест или осам људи. Пут је далек и тежак. До Дулибе и Пипића колиба је само стаза. Са осталих подинарских засеока било је лакше, јер су близу кањона Крчића. Приликом преноса са Вршине и Сјенокоса до „Будима“, тј. Пипића и Вученове колибе, комшије су прилазиле и смењивале носиоце. Кад се пређе Крчић и Мостинова драга било је лако. Одатле до гробља „браћа“ и комшије Вучковићи нису дали ником даљи пренос до гробља. То су они обавили да би се претходни носиоци одморили. Зло је било кад је поледица. У зимско време, стари, а и нарочито болесни, силазили су из Подинарја у Полачу.
Сахране није било док се покојник не укочи. Лекарска или судска комисија није излазила, нити је тражена, да утврди смрт и дозволу за сахрану. После смрти на Сјенокосу и Вршини далеко 8 км, звоне црквена звона након 20 – 30 минута. Вест се преносила гласом од уста до уста. Брецање звона смрт објави целом селу. Свештеник је покојника чекао испред цркве. Опело је држао у цркви и до гробља бесплатно.

## Оплакивање покојника
Оплакивање покојника у Полачи и Турићу, па и на тромеђи Босне, Лике и Далмације, било је идентично оплакивању у Црној Гори и Херцеговини. Тај обичај живи и данас, иако смо у расејању. Оплакивање смо називали „бугарење“. Код Срба у другим крајевима се зове нарицање. Жене и девојке које жале су се звале нарикаче, а у Полачи и Турићу бугараљке.
За покојником жене су носиле црно шест месеци, а мушкарци се нису бријали најмање три недеље, а најдуже 45 дана.

## Седмина (даћа)
Ручак после сахране се назива седмина. Присутност је увек била бројна, а једина тема разговора био је покојник.

## Прекађивање гроба
Прекађивања је вршио свештеник, по српском обичају, на задушнице обавезно, а на остале празнике о Петровдану и Богојављењу. Другим данима кад се договоримо са свештеником. На гробље се носила храна, пиће, посластице, па и ситан новац, за покој умрлог.

## Молитва
Увече се искупе чланови породице. Појединачно се подноси извештај о учињеном радном задатку, који се односи на протекли дан. Након критика и примедби, па и похвала о раду, започиње молитва.
Постројимо се сви, лицем окренути на исток. Као по команди започиње. У име оца и сина, оче наш до краја, затим делови литургије: сјати крепку, помилуј нас. Често се изговарало: опрости, почуј нас.
Наша православна црква, десет божијих заповести и молитва, оставиле су на житеље Полаче и Турића снажан утицај. Били смо наивни код тајно припремљених опасности, што ће по вернике и свештенике Полаче и Турића бити кобно у Другом светском рату. Као и увек од 1054. године, Ватикан и папа потајно су припремали геноцид православних Срба.
Код православне вере није владало правило да можеш чинити злочин другом, након злочина отићи код свештеника на исповест, после чега ти Бог опрашта грех и злочин. То је учење католичке цркве, а нарочито, опрост је био благословен ако је чињен у сврху ширења католицизма.
После молитве следи вечера и добијање радног задатка за сутра. Радне задатке издаје најстарији, тј. домаћин. Није било упадица ни противречности. Радни задатак је одговарао узрасту и полу чланова породице. Мала деца преко 6 година морала су принети дрво, очистити, причувати стоку близу кућа, итд.

## Крсне славе
Крсне славе су биле највећа радост за домаћинство, кумове и родбину. На тај дан и сиромах је имао обилату трпезу. Није се жалило трошити, морало је бити свега – обилато. На гувнима смо играли и певали. У свачију кућу је долазио поп и држао молитву, секући славски колач, тј. погачу.
И овде смо били рационални. Славило се само један дан у години. Рођендан нисмо славили, јер ако нас је у породици било десеторо, ето ти још десет дана трошка и растура, па и нерада.
Преглед крсних слава по презименима:
Св. Луку слави фамилија Билбија.
Св. Димитрија (Митровдан) славе фамилије Мирковић, Ивекић, Ћулић, Буква, Пећер, Вранић, Тодоровић, Лазић, Радиновић, Тутуш, Маглов и Радуловић.
Св. Аранђела славе фамилије Баша, Црногорац, Миливојевић, Андић, Драгићевић, Ђурић, Држак.
Св. Николу славе фамилије Тица, Чимбур, Вучковић, Боснић, Буач.
Св. Јована слави фамилија Ђаковић.
Ђурђевдан славе фамилије Малић и Чеко.

## Бадње вече
Бадњи дан, Божић, Мали Божић, тј. српска Нова година, Покладе, Богојављење, слављени су по српском обичају, као и свуда што се слави, са малом разликом.
У току дана усече се дебљи храст – два обла дебла ставе се уз кућни праг, пре заласка сунца. Чим сунце зађе, отац уноси бадњаке и налаже их на огњиште. Том приликом изговара: „Добар вече, добро нам дошло Бадње вече.“ Укућани му одговарају: „Бог ти дао добро и са тобом заједно.“ То се три пута понови. Стока се дочека са погачом те им се да по мало парче. Следи вечера, па одлазак у цркву.
Црквене бадњаке су довлачили волови. Њихово налагање на ватру, вредни Миле „Илић“ Маглов, звани „Комито“, обележавао је пуцањем из мачкула.
Мачкула је гвожђе као топовска граната. Унутрашња шупљина се напуни барутом, па папиром. Кроз рупу која се налази на задњем делу мачкуле, изнад барутног пуњења, барут се угарком ватре упали, након чега настаје јак „топовски“ пуцањ.
„Кад је Комито пуцао из Мачкуле
тресла су се брда и долине.“
Причају да се њихов пуцањ чуо до колиба Пуре Костића на Сјенокосу и Чекине букве на Самару, повише Дулера. Овлашћење за руковање и чување мачкула и црквених звона имао је Комито, а за остале реликвије Тоша Маглов, дјак и појац уз попа.
Свеће смо имали и палили на Бадње вече, Божић, Мали Божић, крсну славу и Ускрс.
Осталим данима, као светло за време вечере, држали смо луч. Луч је треска дрвета, масна и смоласта од бора. Палио се увече, само за време вечере.

## Божић
Дочекивали смо га уз бадњаке поред огњишта. У јутро после доручка сви смо излазили из кућа на „мирбожење“. Мирбожење по нашем веровању и учењу долазило је од Бога. Обредовала су га и деца од преко 7 година.
Комшије су прилазили један другом и честитали Божић речима: „Срећан ти Божић“, руковали се, па се по три пута пољубили, изговарајући: „Мир Божији – Христос се роди – ваистину се роди“. У селу се причало да се по три пута љубе само Срби и Руси, а да се са три прста крстимо зато што Бог три пута помаже, што значи – Бог три ситне грешке опрашта, а после не.
Завађени би се помирили уз божићни благослов. После ручка на гувнима настаје славље.

## Црквена звона
О свим православним празницима оглашавала су се црквена звона св. Петра и Павла у Полачи и Турићу. Као и свака српска црква, и ова је имала два звона, и то велико и мало.
Звона су била тако јака и јасна, да су се чула на Сјенокосу до колибе Пуре Костића и на самару до Чекине укве изнад Дулера, што је далеко више од 10 km.
Посебну улогу наша црквена звона одиграла су у току лета и јесени 1941. године. У ово доба, вредан и увек будан и опрезан Миле Маглов, Комито, је дизао село на узбуну чим би добио знак да преко Сивог брда иду Хрвати, Усташе, у свој крвави пир.
Павле Рагић и Миле Ћисеровић, оба из Радиновића, који су најближе Сивом брду, давали си знак огледалом, димом или ватром да долазе Усташе. На примљени знак, Комито је са црквеним звонима дизао народ на збег и одбрану.

## Кумство
Сматрало се, говорило се, писало се, са олтара је поручивано – Бог, па кум (нешто најсветије).
Тај обичај се у Полачи и Турићу и данас цени, држи и поштује. Куму се може све поверити и пожалити. Када год треба, кум је прискакао у помоћ. Незамисливо је учинити куму нешто нажао или осрамотити га. Ако си у селу био кум код више људи, то значи да си био више вредан, цењен и поштован.
Најпознатији људи у Полачи и Турићу који су кумовали код више фамилија били су:
Из Маглова Врегићи и Лакановићи, из Баша Баљак и Пилић, из Радуловића Паићи и Брковићи, из Црногораца Путићи и Јешотићи, из Малића Пекезовић, из Вучковића Милендићи, из Мирковића Ројићи и Шпалетићи, из Ђурића Чаушевић.